# Matrimonio igualitario en Ecuador

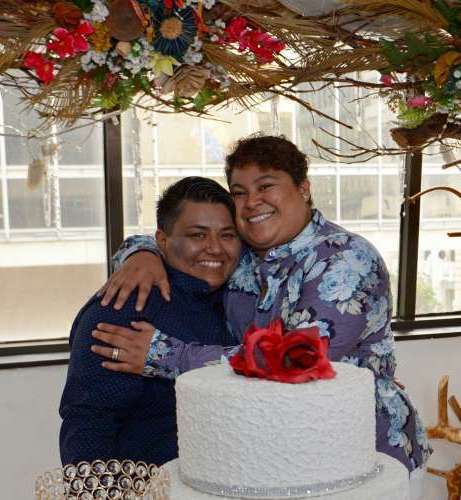
Alexandra Chávez y Michelle Avilés, primera pareja del mismo sexo en contraer matrimonio en Ecuador, en 2019.

El matrimonio igualitario en Ecuador es legal desde el 8 de julio de 2019, fecha en que entraron en vigencia dos sentencias de la Corte Constitucional en que falló a favor de este derecho por vía de control de constitucionalidad. De este modo, Ecuador se convirtió en el quinto país de América del Sur en legalizar el matrimonio igualitario, luego de Argentina, Uruguay, Brasil y Colombia. Antes de la legalización del matrimonio, las parejas del mismo sexo en el país contaban con un reconocimiento estatal únicamente a través de las uniones de hecho, figura legal más restrictiva que se encontraba vigente desde 2009.
Los esfuerzos para legalizar el matrimonio igualitario desde el activismo LGBT iniciaron en el año 2013, cuando una pareja de mujeres se presentó fallidamente ante el Registro Civil de Quito para intentar casarse. La pareja llevó su caso a los tribunales nacionales, pero su reclamo pasó años sin obtener resolución de última instancia. La publicación de la Opinión Consultiva OC-24/17 en 2018, que exhortaba a los países miembros de la Convención Americana a reconocer el matrimonio entre personas del mismo sexo, infundió nuevo ímpetu a estos esfuerzos y llevó a que diez nuevas parejas intentaran casarse y a que presentaran recursos legales propios. Los recursos de dos de ellas llegaron al año siguiente a la Corte Constitucional en los casos 10-18-CN y 11-18-CN, que fueron resueltos el 12 de junio de 2019 y en cuyas sentencias se reconoció el derecho de las personas del mismo sexo a casarse, con lo que legalizó el matrimonio igualitario en el país.
Durante el primer año de vigencia del cambio legal, se llevaron a cabo más de 120 matrimonios entre parejas del mismo sexo en Ecuador, cifra que subió a los 1014 al cumplirse los cinco años. Durante este periodo, el número de matrimonios igualitarios vio un crecimiento anual sostenido. La opinión pública también varió de forma considerable en los años previos a la legalización. De acuerdo a una encuesta de Pew Research Center, para el 2014 solo el 16% de ecuatorianos apoyaba el matrimonio igualitario, mientras que para 2017 el apoyo había alcanzado el 33%. Una encuesta de la Universidad Vanderbilt, por su lado, halló en 2019 una diferencia marcada en la desaprobación al matrimonio entre las distintas generaciones etarias: mientras que la generación silenciosa mostraba un 68.5% de desaprobación, este porcentaje bajaba hasta el 16.7% en la generación Z.

## Legislación vigente
A nivel constitucional, el matrimonio igualitario en Ecuador está sustentado por la Opinión Consultiva OC-24/17 de la Corte Interamericana de Derechos Humanos, que en 2019 fue declarado parte del marco constitucional ecuatoriano por la sentencia del Caso 11-18-CN y del Caso Satya, así como por el principio de no discriminación presente en la Constitución de Ecuador. La sección relevante de la opinión consultiva dictamina:

De acuerdo a los artículos 1.1, 2, 11.2, 17 y 24 de la Convención es necesario que los Estados garanticen el acceso a todas las figuras ya existentes en los ordenamientos jurídicos internos, incluyendo el derecho al matrimonio, para asegurar la protección de todos los derechos de las familias conformadas por parejas del mismo sexo, sin discriminación con respecto a las que están constituidas por parejas heterosexuales, en los términos establecidos en los párrafos 200 a 228.

El matrimonio igualitario está además amparado por el Código Civil y la Ley Orgánica de Gestión de la Identidad y Datos Civiles. El artículo 81 del primero, que fue actualizado por la Corte Constitucional en 2019 en su sentencia del Caso 10-18-CN, indica lo siguiente:

Art. 81: Matrimonio es un contrato solemne por el cual dos personas se unen con el fin de vivir juntos y auxiliarse mutuamente.

El artículo 52 de la Ley Orgánica de Gestión de la Identidad y Datos Civiles, que también fue actualizado por la Corte en la misma sentencia, señala a su vez:

Art. 52: Autoridad ante quien se celebra e inscribe el matrimonio. El matrimonio es la unión entre dos personas y se celebra e inscribe ante la Dirección General de Registro Civil, Identificación y Cedulación. Fuera del territorio ecuatoriano, se celebra e inscribe ante el agente diplomático o consular, si al menos uno de los contrayentes es ecuatoriano.

## Historia

### Antecedentes
El matrimonio civil, en su concepción inicial como institución social que regulaba las uniones heterosexuales, tuvo su origen en Ecuador en 1902 con la aprobación de la Ley de Matrimonio Civil, la misma que entró en vigencia al año siguiente y que fue parte de una serie de reformas de corte liberal implementadas para establecer la separación de la Iglesia y el Estado. Anteriormente, el matrimonio y sus requisitos estaban regidos exclusivamente por la Iglesia católica, como lo establecía el Código Civil de 1889. La aprobación de la ley de 1902 fue criticada por parte de sectores religiosos de la sociedad, que la calificaron de «herética», «tiránica» y «despótica», por quitarle a la iglesia el manejo de la institución y dárselo al Estado.
Entre los antecedentes del matrimonio entre personas del mismo sexo en Ecuador, uno de los más conocidos, según recuenta la activista Purita Pelayo en su libro Los fantasmas se cabrearon (2017), ocurrió a finales de la década de 1970, cuando una pareja del mismo sexo tuvo una ceremonia de matrimonio simbólica oficiada por un sacerdote homosexual. La misma tuvo lugar en la intersección de las calles Necochea y Huancavilca, en el sector de El Panecillo de Quito. La boda, que contó con la participación de una orquesta, fue interrumpida cuando los vecinos llamaron a la policía y los gendarmes realizaron una redada en la vivienda en que se realizaba la celebración, lo que obligó a los novios a esconderse en un ropero.
Durante el proceso de elaboración de la Constitución de 2008, el reconocimiento estatal a las parejas del mismo sexo fue uno de los temas que entraron en debate, específicamente a través de una propuesta para legalizar la unión de hecho para parejas del mismo sexo. Sin embargo, la apertura del gobierno al tema generó rechazo por parte de grupos conservadores, que organizaron manifestaciones en distintas ciudades en contra de la proposición. Ante estos cuestionamientos, activistas LGBT recalcaron que la propuesta en discusión nunca se había referido al matrimonio, sino a la unión de hecho, aunque asambleístas como Rosana Alvarado opinaron que el texto constitucional debía ir más allá y legalizar el matrimonio igualitario. Finalmente, las uniones de hecho para parejas del mismo sexo fueron legalizadas en la Constitución de 2008, aunque a la vez se incluyó una definición de matrimonio como la «unión entre hombre y mujer» en el artículo 67. Esto fue criticado por constitucionalistas que afirmaron que se trataba de una inclusión con motivos electorales y que resultaba paradójico que una Constitución de «supuesto espíritu garantista» se convirtiera en la primera en la historia del país en incluir una definición sobre matrimonios en la que solo se mencionaba a las parejas heterosexuales.
Otro antecedente a la legalización del matrimonio tuvo lugar en diciembre de 2010, cuando se celebró en Quito el matrimonio civil entre Joey Hateley y Hugo Vera, una pareja de un hombre trans británico y uno cisgénero ecuatoriano. El matrimonio fue oficiado por el concejal Norman Wray y pudo realizarse debido a que Hateley conservaba su sexo como femenino en sus documentos de identidad, por lo que no había restricción legal. El hecho recibió amplia cobertura mediática y fue descrito por la prensa nacional e internacional como la «primera boda gay» del país.
Durante las elecciones presidenciales de 2013, los candidatos Alberto Acosta Espinosa y Norman Wray, representantes de la Unidad Plurinacional de las Izquierdas y del movimiento Ruptura de los 25, se posicionaron públicamente a favor de legalizar el matrimonio igualitario. El presidente Rafael Correa, quien fue reelecto en dichas elecciones, se posicionó en contra y afirmó ser «conservador en cuestiones morales».

### Inicio de la campaña de legalización (2013-2014)

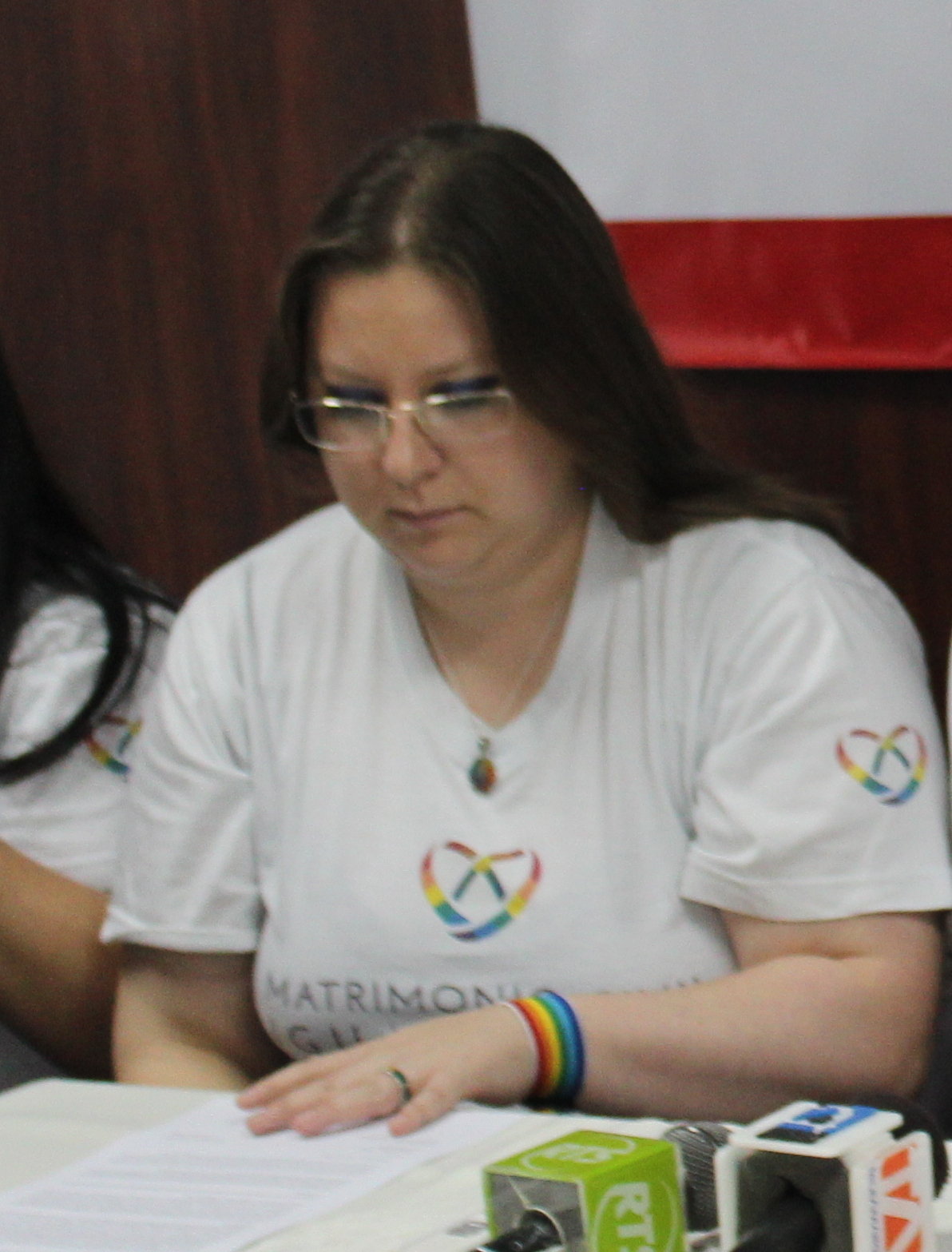
Pamela Troya, activista LGBT que inició la campaña de legalización, en 2013.

La campaña por la legalización del matrimonio entre personas del mismo sexo en Ecuador tuvo sus inicios a principios de 2013. En aquella época, la activista feminista Silvia Buendía y el político Humberto Mata Espinel invitaron al país al activista argentino Bruno Bimbi, para que presentara su libro Matrimonio igualitario y relatara en una serie de charlas y talleres la experiencia de cómo se había legalizado el matrimonio igualitario en Argentina. Entre los asistentes a una de las charlas de Bimbi estuvo la activista Pamela Troya y su novia, quienes estaban en proceso de registrar su unión de hecho y que deseaban buscar la forma de casarse. Durante una posterior reunión privada con Bimbi en casa del escritor Pedro Artieda, Troya le indicó que ella y su novia deseaban iniciar una batalla legal para poder casarse en el país parecida a la que había sido relatada por él sobre la experiencia argentina. Troya, que en ese entonces era coordinadora del colectivo LGBT «!Igualdad de derechos, ya!», convenció a la agrupación de iniciar el proceso judicial a pesar de que otros integrantes del mismo consideraban que el país no estaba listo para un cambio legal de este tipo.
En mayo de 2013, Troya tuvo una discusión en la red social Twitter con el presidente de Ecuador, Rafael Correa, que inició cuando la activista lo señaló por denigrar e irrespetar a las personas LGBT al anteponer sus «dogmas y prejuicios» como razón para no permitir el matrimonio igualitario. Correa respondió a Troya y la amenazó con convocar a una consulta popular sobre el tema, a lo que ella replicó que los derechos humanos no podían someterse a consultas populares y que se estaba considerando llevar el tema a las cortes. Troya se acercó luego al abogado Ramiro García, quien en marzo de 2013 había publicado un editorial en el periódico El Universo en que llamaba a la Corte Constitucional a legalizar el matrimonio igualitario, para que se convirtiera en abogado de la causa, petición que García aceptó.
El proceso de legalización del matrimonio entre personas del mismo sexo inició oficialmente el 5 de agosto de 2013, cuando grupos de activistas LGBT lanzaron una campaña nacional bajo el nombre de «Matrimonio Civil Igualitario». La misma arrancó con un plantón en el Parque La Alameda, que fue seguido por la presentación de la solicitud de matrimonio por parte de Troya y su novia, Gabriela Correa, en el Registro Civil de Quito. Como testigos para la boda acudieron los actores Andrés Crespo, Monserrath Astudillo y Juana Guarderas. La petición fue rechazada días después por el organismo público, que citó el artículo 27 de la Constitución de Ecuador y el 81 del Código Civil para aseverar que la pareja no cumplía con los requisitos para poder casarse, específicamente el de ser una pareja conformada por un hombre y una mujer. Ante ello, Troya y su novia anunciaron que no se rendirían y que presentarían una acción de protección en contra del Registro Civil, hecho que ocurrió el 13 de agosto.

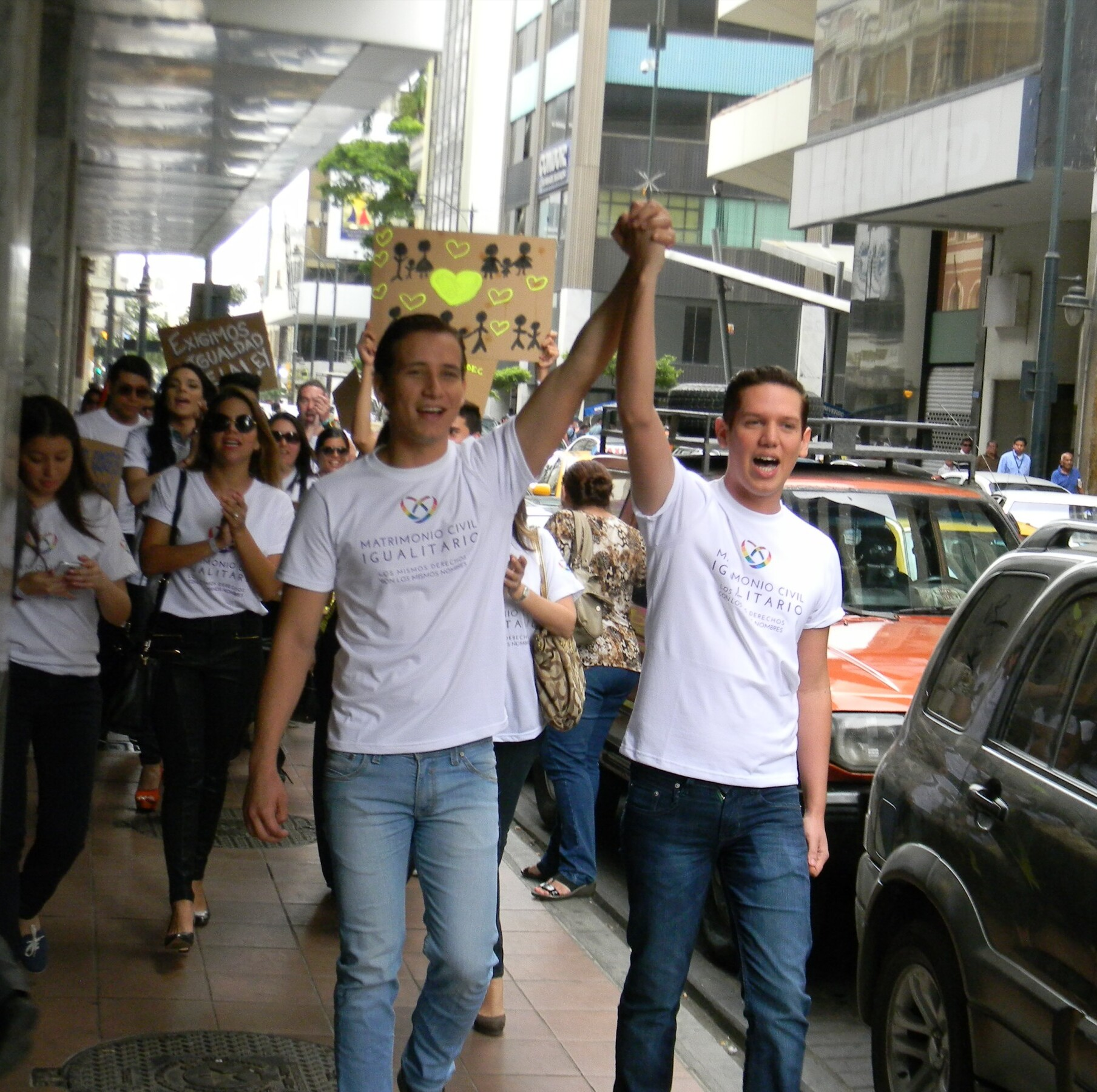
Santiago Vinces y Fernando Saltos, segunda pareja del mismo sexo en presentar una solicitud de matrimonio, en 2013.

El 26 de noviembre de 2013, una segunda pareja se presentó en el Registro Civil con la intención de casarse, esta vez en Guayaquil. La pareja, conformada por los jóvenes Santiago Vinces y Fernando Saltos, caminó por varias calles de la ciudad junto a una caravana de activistas y simpatizantes, entre los que estuvieron las actrices Erika Vélez y Doménica Menessini y la activista Silvia Buendía, hasta llegar al Registro Civil y presentar la solicitud. Sin embargo, tres días después su petición de matrimonio fue negada, alegando las mismas razones dadas a Troya y su novia. Debido a ello, la pareja presentó el 10 de diciembre una acción de protección propia contra el Registro Civil para exigir que se respete su derecho a la igualdad.
En junio de 2014 se presentó en Machala una tercera pareja del mismo sexo ante el Registro Civil local para intentar obtener un turno y poder contraer matrimonio. No obstante, la petición fue negada días después en términos similares a las anteriores por la titular de la Dirección Provincial del Registro Civil de El Oro. Días antes, Pamela Troya y su novia habían elevado una acción extraordinaria de protección ante la Corte Constitucional, última instancia judicial en el país, luego de que la acción de protección que habían presentado el año anterior fuera rechazada tanto en primera como en segunda instancia. Esta petición fue aceptada a trámite por la Corte en diciembre de 2014. Sin embargo, quedó paralizada durante años y no tuvo avances.

### Avances del proceso entre 2015 y 2017
El proceso de legalización del matrimonio igualitario tuvo pocos avances durante los años siguientes a la presentación de las acciones de protección de las primeras parejas que intentaron casarse, principalmente a causa de la oposición del presidente Rafael Correa al tema. No obstante, el país vio mejoras en cuanto a los derechos para las parejas del mismo sexo en este periodo. El 21 de abril de 2015, la Asamblea Nacional aprobó una serie de reformas al Código Civil, una de las cuales convirtió la figura de la unión de hecho en un nuevo estado civil, de este modo facilitando su acceso.
El proceso recibió además apoyo por parte del prefecto Paúl Carrasco y la Cámara Provincial de la provincia del Azuay, que el 4 de marzo de 2016 aprobó de forma unánime la ordenanza para la Garantía de los Derechos Humanos, Libertades y Reconocimiento de la Diversidad Sexual e Identidad de Género, que abrió un registro de matrimonios igualitarios simbólicos a matenerse «mientras en el Ecuador no se reconozca el matrimonio civil entre personas del mismo sexo». El primero tuvo lugar el 28 de junio de 2016 y contó con la presencia de la viceprefecta María Cecilia Alvarado.
Durante las elecciones presidenciales de 2017, el candidato Paco Moncayo, del partido Izquierda Democrática, se posicionó públicamente a favor de legalizar el matrimonio entre personas del mismo sexo. No obstante, Moncayo finalmente quedó en cuarto lugar. Lenín Moreno, candidato ganador de la elección, se negó a responder una pregunta sobre su posición respecto al tema formulada por el portal de noticias PlanV.

### Impulso judicial tras la emisión de la Opinión Consultiva OC-24/17 (2018)
El 9 de enero de 2018, la Corte Interamericana de Derechos Humanos (Corte IDH) emitió de forma pública la Opinión Consultiva OC-24/17. La misma había iniciado tras una consulta del gobierno de Costa Rica y dictaminó, entre otros puntos, que las parejas conformadas por personas del mismo sexo debían tener protección legal por parte del Estado y acceso a las figuras legales existentes en la legislación, incluido el matrimonio. Dado que las decisiones de la Corte IDH son vinculantes para los miembros de la Organización de los Estados Americanos (OEA) y que Ecuador es parte de este organismo, el dictamen fue visto como una oportunidad única por organizaciones LGBT locales. Entre ellas estuvo la Federación Ecuatoriana de Organizaciones LGBT, que instó al presidente Lenín Moreno a aplicar la Opinión Consultiva y reconocer el matrimonio igualitario.
Miembros de la fundación Pakta, una organización que ofrecía asesoramiento legal a personas LGBT, se contactaron entonces con ocho parejas del mismo sexo para convencerlas de presentarse al Registro Civil para intentar casarse y presentar acciones de protección luego de la negativa de la institución. A diferencia de las parejas que habían hecho lo mismo en años anteriores, Pakta decidió no volver los casos mediáticos y manejarlos de forma reservada. Adicionalmente, el Colectivo Jurídico Feminista patricinó a dos parejas más para realizar el mismo proceso.
Las diez parejas identificadas por las organizaciones LGBT patrocinadoras intentaron casarse en las instalaciones del Registro Civil de las ciudades de Quito, Guayaquil y Cuenca, y, tras obtener una respuesta negativa, como ya se tenía previsto, presentaron sendas acciones de protección en contra de la institución pública. Las mismas fueron presentadas ante la justicia entre el 26 de junio y el 22 de agosto de 2018.
El 29 de junio del mismo año se realizaron las primeras audiencias para tratar estas acciones de protección, específicamente las de dos parejas del mismo sexo patrocinadas por el Colectivo Jurídico Feminista y que habían intentado casarse en Cuenca en abril anterior. Durante las audiencias, las juezas Iliana Vallejo y Ruth Álvarez, pertenecientes a la Unidad Judicial de Familia, Mujer, Niñez y Adolescencia de la ciudad de Cuenca, aceptaron las acciones de protección y declararon que se había violado el principio de igualdad y que el Registro Civil debía permitir casarse a las parejas de forma inmediata, Las sentencias fueron publicadas el 16 de julio, con lo que se convirtieron en los primeros dictámenes judiciales en la historia del país en afirmar la legalidad del matrimonio igualitario. No obstante, el Registro Civil se negó a acatar la sentencia y apeló la decisión el mismo día.
El 29 de agosto de 2018, se realizó la audiencia de segunda instancia de los casos en el Tribunal de la Corte de Justicia de Azuay, conformado por los jueces Luis Urgilés, Sandra Aguirre y Freddy Mulla. La corte emitió su dictamen el 10 de septiembre y aceptó la apelación del Registro Civil, con lo que anuló las decisiones de las juezas Vallejo y Álvarez. La sentencia además negó que la Opinión Consultiva OC-24/17 fuera vinculante para Ecuador y afirmó que se necesitaban reformas constitucionales y legislativas para legalizar el matrimonio igualitario. Tras conocerse la decisión, uno de los demandantes afirmó que acudirían a la Corte Constitucional y que, en caso de recibir una negativa, elevarían el caso a la Corte IDH.
Del resto de acciones de protección presentadas, dos de ellas desembocaron en consultas que fueron elevadas por las cortes correspondientes a la Corte Constitucional. En la primera de ellas, la Corte Provincial de Justicia de Pichincha preguntó a la Corte si la Opinión Consultiva OC-24/17 era aplicable en Ecuador, mientras que en la segunda se cuestionó sobre si los artículos 81 del Código Civil y 52 de la Ley Orgánica de Gestión de la Identidad y Datos Civiles, que definían el matrimonio como la unión entre un hombre y una mujer, violaban la Constitución.

## Proceso constitucional de legalización

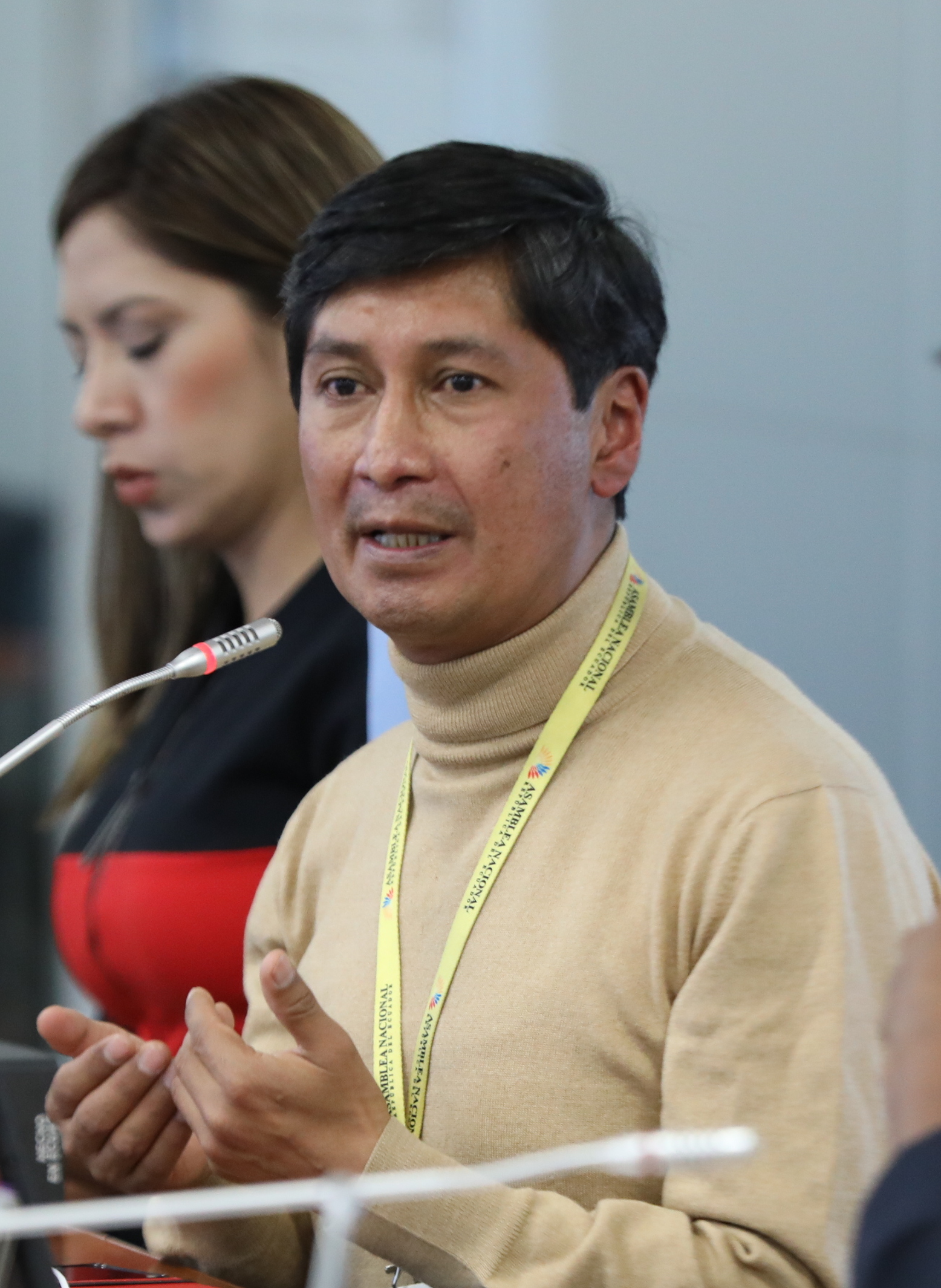
Imagen de 2022 de Efraín Soria, cuya solicitud de matrimonio motivó el Caso 11-18-CN.

El 21 de marzo de 2019, la Corte Constitucional anunció que realizaría una audiencia de sustentación sobre una de las consultas de constitucionalidad de norma que le habían sido enviadas el año anterior, específicamente la de la Corte Provincial de Justicia de Pichincha que preguntaba si la Opinión Consultiva OC-24/17 era aplicable en Ecuador. Esta consulta se había originado a partir de la acción de protección presentada por el activista Efraín Soria y Javier Benalcázar, quienes habían intentado casarse fallidamente el 7 de mayo de 2018. Ramiro Ávila Santamaría fue seleccionado como el juez ponente del caso, que fue nombrado Caso 11-18-CN.
El 27 de marzo del mismo año, la Corte admitió a trámite la segunda petición de consulta sobre matrimonio igualitario que tenía en espera, que preguntaba sobre la constitucionalidad de los artículos 81 del Código Civil y 52 de la Ley Orgánica de Gestión de la Identidad y Datos Civiles. Esta consulta también había nacido de una de las acciones de protección presentadas el año anterior, específicamente la de los ciudadanos Rubén Salazar y Carlos Verdesoto. El caso tuvo a Alí Lozada como juez sustanciador y fue nombrado como Caso 10-18-CN.
Las audiencias de los casos 11-18-CN y 10-18-CN se llevaron a cabo, respectivamente, el 29 de marzo y 20 de mayo de 2019. Durante las mismas, se presentaron numerosas personas e instituciones que hablaron a favor de la legalización del matrimonio igualitario, entre ellos los activistas Christian Paula y Pamela Troya, así como la Defensoría del Pueblo, la organización Colombia Diversa y las universidades SEK y UIDE.
El pleno de la Corte se reunió el 4 de junio de 2019 para decidir el dictamen del caso 11-18-CN. No obstante, los jueces no pudieron llegar a un veredicto. De acuerdo a información recabada por el portal de noticias PlanV, durante esta sesión se habría producido un empate de cuatro votos a favor de legalizar el matrimonio entre personas del mismo sexo, cuatro votos en contra y un voto indeciso. El voto indeciso habría sido el del juez Alí Lozada, quien según afirmaron fuentes cercanas a PlanV, no estaba en contra del matrimonio igualitario pero no estaba del todo de acuerdo con la propuesta de sentencia presentada por el juez Ramiro Ávila Santamaría. La discusión del caso se reanudó el 12 de junio, de forma simultánea con la del caso 10-18-CN, fecha en que los jueces finalmente llegaron a un veredicto para ambos casos y legalizaron el matrimonio igualitario.

### Sentencias de la Corte Constitucional
El 12 de junio de 2019, la Corte Constitucional emitió los dictámenes de los casos 10-18-CN y 11-18-CN, en los que reconoció el derecho al matrimonio para parejas del mismo sexo. Ambas sentencias fueron aprobadas con cinco votos a favor y cuatro votos salvados. Los votos a favor vinieron de los jueces Daniela Salazar, Ramiro Ávila Santamaría, Alí Lozada, Karla Andrade y Agustín Grijalva, mientras que los jueces Hernán Salgado, Teresa Nuques, Enrique Herrería y Carmen Coral, emitieron votos salvados. Dado que en las sentencias se especificó que eran de alcance erga omnes, su aplicación fue de carácter obligatorio en todo el país y no solo para las parejas relacionadas con las consultas que resolvió la Corte.
En el caso 10-18-CN, la sentencia del juez Alí Lozada analizó el artículo 67 de la constitución, que aborda el matrimonio de parejas heterosexuales, y concluyó que no prohibía explícitamente el reconocimiento de matrimonios entre personas del mismo sexo. De acuerdo a Lozada, la constitución más bien garantizaba la protección de las familias y el desarrollo libre de la personalidad, principios contrarios a una prohibición del matrimonio igualitario. También concluyó que la Opinión Consultiva OC-24/17 y las normas constitucionales que exigían la legalización del matrimonio tenían prioridad a principios como la deferencia del legislador. Tomando en cuenta esto, la sentencia declaró la inconstitucionalidad sustitutiva del artículo 81 del Código Civil y del artículo 52 de la Ley Orgánica de Gestión de la Identidad y Datos Civiles. El primero de ellos fue sustituido por el siguiente texto:

Art. 81: Matrimonio es un contrato solemne por el cual dos personas se unen con el fin de vivir juntos y auxiliarse mutuamente.

En cuanto al artículo 52 de la Ley Orgánica de Gestión de la Identidad y Datos Civiles, el nuevo texto quedó de la siguiente manera:

Art. 52: Autoridad ante quien se celebra e inscribe el matrimonio. El matrimonio es la unión entre dos personas y se celebra e inscribe ante la Dirección General de Registro Civil, Identificación y Cedulación. Fuera del territorio ecuatoriano, se celebra e inscribe ante el agente diplomático o consular, si al menos uno de los contrayentes es ecuatoriano.

El caso 11-18-CN, por su lado, abordó la aplicabilidad de la Opinión Consultiva OC-24/17 para Ecuador y sus consecuencias legales. En su sentencia, el juez ponente Ramiro Ávila Santamaría concluyó que la opinión consultiva era aplicable a Ecuador, basándose en los artículos 417 y 426 de la constitución. Sobre la posible contradicción de la opinión consultiva y el artículo 67 de la constitución, el juez señaló que para abordar esta tensión se hacía necesaria una interpretación integral y sistemática y que, de acuerdo a ella, se podía concluir que el artículo 67 sustentaba el matrimonio entre parejas heterosexuales, mientras que la opinión consultiva sustentaba el matrimonio entre personas del mismo sexo, y que de este modo no había contradicción. Por el contrario, una interpretación literal, de acuerdo al juez sustanciador, habría sido injustificada, discriminatoria e inconstitucional.>

### Reacciones
Los dictámenes de la Corte Constitucional provocaron reacciones favorables y contrarias de distintos sectores de la sociedad, así como de organismos internacionales. El día en que se realizó el anuncio de las sentencias, grupos a favor de los derechos de las poblaciones LGBT salieron a las calles de distintas ciudades a festejar el logro. Entre las reacciones internacionales estuvo la de la oficina de Derechos Humanos de la Organización de las Naciones Unidas (ONU), que envió un mensaje en que felicitó a los jueces de la Corte por «asumir con responsabilidad el desafío de construir puentes entre puntos de vista diversos sin dejar a nadie atrás». La Comisión Interamericana de Derechos Humanos (CIDH) también felicitó al país y afirmó que las sentencias se sustentaban en los estándares fijados por la Corte IDH y en los principios de igualdad y no discriminación.
Del otro lado, instituciones religiosas como la Arquidiócesis de Quito se mostraron en contra de las decisiones. Otros grupos conservadores, que se articularon a través de la plataforma internacional Con mis hijos no te metas, convocaron a marchas para exigir la nulidad de los dictámenes y la destitución de los jueces constitucionales que votaron a favor de los mismos.  Una de ellas tuvo lugar el 18 de junio, cuando cientos de personas evangélicas marcharon en las calles de Guayaquil en contra del matrimonio igualitario bajo el pedido de que se reviertan las decisiones constitucionales. Otra demanda de este sector fue que se convocara a una consulta popular para decidir el tema, propuesta que fue rechazada por organizaciones de activismo LGBT, que afirmaron que no se podían realizar consultas popular para intentar eliminar derechos.
El 21 de junio, el presidente Lenín Moreno se pronunció sobre el tema en un mensaje televisivo y afirmó que era tanto su deber como el de todos los ciudadanos el respetar las decisiones de la Corte Constitucional. Se refirió además a los miembros de la Corte como «jueces serios y honestos» y dijo que el respeto a los dictámenes permitiría «fortalecer la institucionalidad que tanto necesita el país». Grupos evangélicos respondieron al pronunciamiento con el anuncio de que planeaban iniciar un proceso de recolección de firmas para revocar el mandato al presidente Moreno.
Marchas adicionales de grupos religiosos se realizaron en los días siguientes. El 22 de junio, una manifestación reunió centenares de personas y llegó hasta la intersección de la avenida 9 de Octubre y avenida Malecón Simón Bolívar, en Guayaquil, donde el arzobispo de la ciudad, Luis Cabrera Herrera, se pronunció en contra del matrimonio entre personas del mismo sexo. Otras marchas en contra de los dictámenes se realizaron el 29 de junio en ciudades como Quito, Guayaquil, Riobamba, Cuenca y Ambato. Esta fecha coincidió con las marchas del orgullo de Quito y Guayaquil, que se realizaron en otros sectores de las urbes y donde manifestantes se pronunciaron a favor de la legalización del matrimonio igualitario. Entre los asistentes a las marchas del orgullo de ese año, estuvieron también políticos como los asambleístas Wilma Andrade y Sebastián Palacios.

### Entrada en vigor

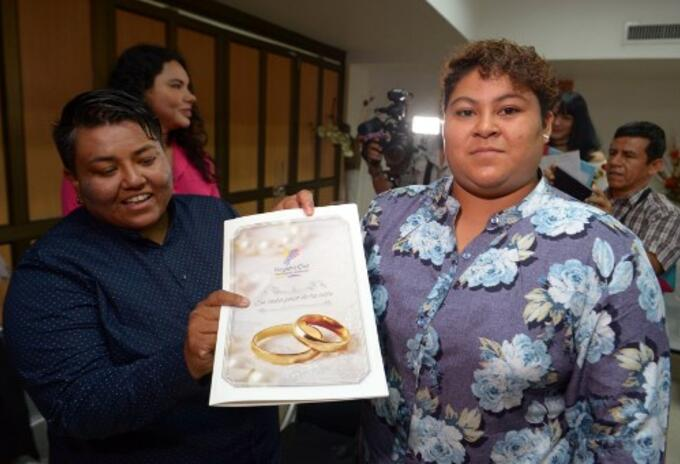
Alexandra Chávez y Michelle Avilés en 2019, tras convertirse en la primera pareja del mismo sexo en contraer matrimonio en el país.

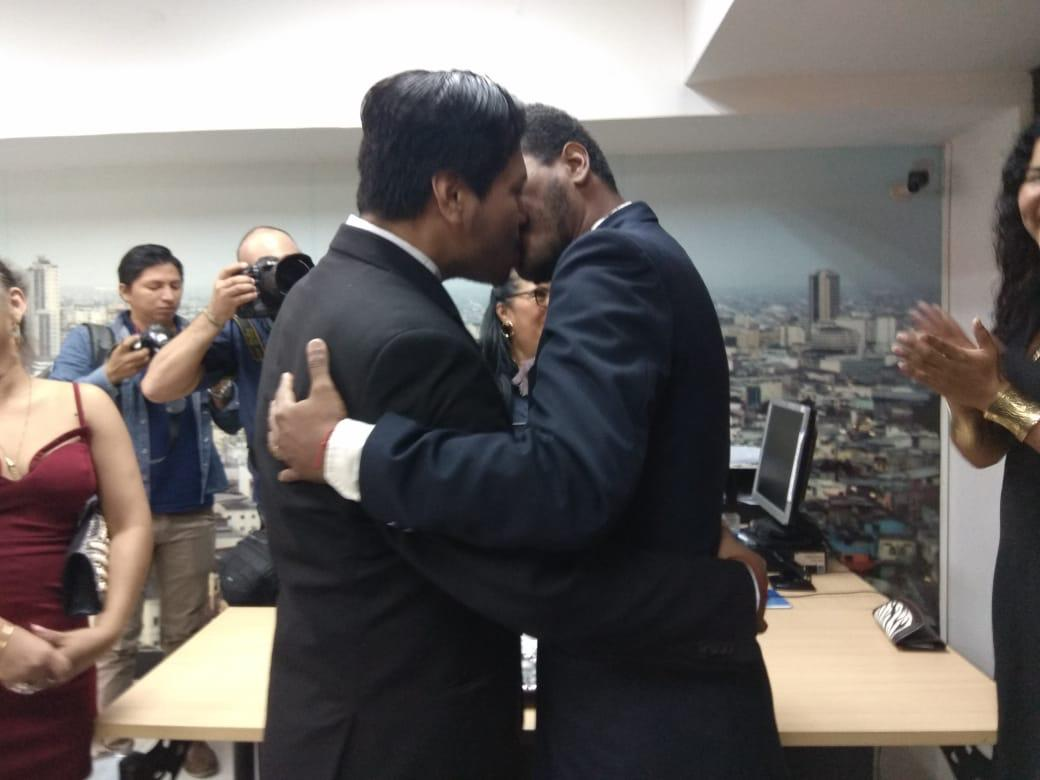
Giovanny Vareles y Borys Álvarez, primera pareja de hombres en casarse, en 2019.

Las sentencias de la Corte Constitucional se publicaron en el Registro Oficial el 8 de julio de 2019, con lo que entraron en vigencia. Al día siguiente, el Registro Civil anunció que se encontraba listo para recibir las solicitudes de turno para realizar matrimonios entre personas del mismo sexo. De acuerdo a datos de la Federación Ecuatoriana de Organizaciones LGBT, alrededor de 57 parejas del mismo sexo se registraron para pedir turno y poder contraer matrimonio en los días siguientes a la entrada en vigor del cambio legal.
El 17 de julio, las ciudadanas María Francisca Frisone y Gladysmar Yuleina Carmona inscribieron exitosamente su matrimonio en Ecuador. La pareja se había casado tiempo atrás en México y fueron ayudadas por la fundación Pakta para el registro de su estado civil. De este modo, aunque la pareja no fue la primera en casarse en el país, dado que el proceso solo fue de inscripción de un matrimonio realizado en el extranjero, se convirtieron en la primera pareja del mismo sexo reconocida legalmente como casada en Ecuador.
El primer matrimonio entre personas del mismo sexo celebrado en el país tuvo lugar el 18 de julio de 2019 y se llevó a cabo en la sede del Registro Civil de Guayaquil. La pareja estaba conformada por Michelle Avilés y Alexandra Chávez, quienes se casaron después de cuatro años de relación. Luego de finalizar la ceremonia, la delegada de la institución pública afirmó: «hemos dado cumplimiento, como autoridad competente, a lo establecido por la Corte». El segundo matrimonio igualitario también fue entre una pareja de mujeres y se celebró el 23 de julio, en las dependencias del Registro Civil de la ciudad de Santo Domingo.
El primer matrimonio entre hombres fue entre la pareja conformada por Giovanny Vareles y Borys Álvarez y se celebró en el Registro Civil de Guayaquil el 25 de julio. La pareja llevaba un año de relación al momento de su boda y afirmaron haberse decidido a casarse luego de enterarse de la legalización del matrimonio.
Otras ciudad que celebró en los meses siguientes su primer matrimonio igualitario fue Cuenca, donde la pareja conformada por Abraham Barbecho y Carlos Tenemaza celebró su boda el 27 de diciembre de 2019 luego de nueve años de relación.

## Estadísticas
Durante los primeros cinco meses de vigencia del cambio legal, desde julio hasta noviembre de 2019, se realizaron 62 matrimonios entre personas del mismo sexo en el país, de los que 33 fueron de parejas conformadas por hombres y 29 de parejas de mujeres. En cuanto a los números por provincia, las tres en las que más bodas se realizaron fueron Guayas, con 27, Pichincha, con 21, y Santo Domingo de los Tsáchilas, con 5.
El número de matrimonios igualitarios se elevó a 122 durante el primer año de su legalización, mientras que llegó a los 267 hasta mayo de 2021. Las provincias en las que más se realizaron fueron Pichincha y Guayas, con 105 y 95 matrimonios respectivamente, seguidas de Manabí, Santo Domingo de los Tsáchilas, Azuay y El Oro. Hasta esta fecha, se habían realizado matrimonios igualitarios en 16 de las 24 provincias del país, siendo la mayoría de la Región Amazónica y algunas pertenecientes a la Sierra las que aún no habían celebrado este tipo de matrimonios.
En los años posteriores, el número de matrimonios entre personas del mismo sexo vio un incremento anual. Hasta finales de 2021, se habían casado 437 parejas del mismo sexo en el país, de las que 240 lo habían hecho solo en ese último año. Del total de 437 bodas, 256 habían sido entre hombres y 191 entre mujeres. Entre enero y abril de 2023, se celebraron 75 matrimonios igualitarios, mientras que durante el mismo periodo en 2024, la cifra llegó a 104. Durante el año 2023, en su totalidad, se llevaron a cabo 267 matrimonios entre personas del mismo sexo.
En junio de 2024, coincidiendo con la conmemoración de los cinco años de las sentencias que legalizaron el matrimonio, el Registro Civil anunció que desde la entrada en vigor de este derecho hasta el 31 de mayo de 2024, se habían realizado 1014 matrimonios igualitarios.

## Opinión pública
De acuerdo a una encuesta realizada por el Pew Research Center entre el 7 de noviembre de 2013 y el 26 de enero de 2014, el 16% de ecuatorianos apoyaban la legalización del matrimonio entre personas del mismo sexo, mientras que el 74% se encontraban en contra. Este resultado fue similar al del Barómetro de las Américas, que en 2014 indicó que en el país había un 16.5% de apoyo, cifra que aumentó al 33% en la encuesta de 2017.
Un estudio publicado en julio de 2019 por la universidad estadounidense Vanderbilt halló que el 51.3% de ecuatorianos se mostraban en contra del matrimonio igualitario, de los cuales el 36.9% afirmaban que su posición contraria era «fuerte». La encuesta halló una marcada diferencia de apoyo entre los distintos grupos etarios: mientras que la generación silenciosa se oponía en un 68.5%, este porcentaje bajaba a 62.5% entre los baby boomers, 54.1% en la generación X, 42% en los millenials y 16.7% en la generación Z. En cuanto a las ciudades principales, el 59.9% de guayaquileños afirmaron estar en contra del matrimonio para parejas LGBT, mientras que entre los habitantes de Quito la oposición se reducía al 40.3%.